# Уатада, Эхрен
Эхрен Уатада (англ. Ehren Watada, род. в 1978) — первый американский офицер, публично неповиновавшийся приказу служить в Ираке, и попавший вследствие этого под юрисдикцию военного суда США.

## Биография
Ехрен Ватада — уроженец американского штата Гавайи. Имеет восточноазиатское происхождение.

## Попытка уйти в отставку
В январе 2006 года Уатада попытался уйти в отставку. В своем письме он утверждал, что «категорически против продолжения войны в Ираке», ссылаясь на то, что он считал незаконной и неоправданной. Он пришел к такому выводу, проведя собственное исследование, в том числе прочитав книги Сеймура Херша и Джеймса Бэмфорда, а также узнав о документе правительства Великобритании, в котором говорилось, что война в Ираке «неизбежна» и что «есть данные, показывающие политические корни «войны». Уатада также утверждал в беседах с другими солдатами, что он и его сослуживцы были причастны к военным преступлениям. Уатада заявил, что он не отказывался от военной службы по соображениям совести, потому что он не был принципиальным противником всех войн, и заявил, что готов был служить в Афганистане, который он расценил как «войну, однозначно связанную с террористическими атаками 11 сентября 2001 года». В отставке ему было отказано.

## Предъявленные обвинения
Ватада отказался следовать за своей частью, перемещённой в Ирак в 22 июля 2006 г. Митинги в поддержку Ватады приняли массовый характер, особенно после того как он открыто объявил о противозаконности этой войны и о том, что она противоречит его моральным и нравственным убеждениям. Военные судьи, однако, отказались принят такую постановку вопроса из-за боязни подорвать мораль в американских войсках в Ираке.
Общественность настаивает на передаче дела в гражданский суд.

## Вердикт
Окончательный вердикт пока не вынесен.